# Narycia subaenea
Narycia subaenea är en fjärilsart som beskrevs av Edward Meyrick 1921. Narycia subaenea ingår i släktet Narycia och familjen säckspinnare. Inga underarter finns listade i Catalogue of Life.